# Chovet
Chovet es una localidad del departamento General López, provincia de Santa Fe, República Argentina. Fue fundada el 23 de abril de 1923 por Alberto Chovet. La comuna se creó el 5 de marzo de 1925. Está a la vera de la ruta provincial 14.

## Población
Cuenta con 2,383 habitantes (Indec, 2010), lo que representa una disminución del 8,6% frente a los 2,567 habitantes (Indec, 2001) del censo anterior.
| Gráfica de evolución demográfica de Chovet entre 1991 y 2010 |
|                                                              |
| Fuente: censos nacionales del INDEC                          |

### Inmigración croata
Inmigración croata en Argentina
Junto a Villa Mugueta, Chovet es una de las localidades santafesinas con mayor proporción de descendientes de croatas. En 2018, se calculaba que alrededor de tres mil de ellos vivían en ambas localidades, constituyendo casi el 50% de sus respectivas poblaciones.

### Urbanización
Destacada actuación del Arq. Carlos Thays, emprendiendo labores como urbanista realizando el anteproyecto urbano de la localidad.

## Economía
Su actividad principal es la producción agrícola ganadera, y desde la década de los noventa surgieron también algunas industrias metalúrgicas [cita requerida]

## Santo patrono
- San Antonio de Padua (13 de junio)

## Parajes
- Villa Divisa de Mayo "Tamborini"
- Campo La Tandilera
- Campo Miguel Torres

## Personalidades destacadas
- Jorge Gabrich, futbolista (retirado).
- Ivan Gabrich, futbolista (retirado).
- Luciano Pocrnjic, futbolista (retirado).
- Federico Franetovich, voleybolista.
- Javier Zabica, piloto de automovilismo.
- Esteban Bogdanich, exjefe comunal 2003-2017 y Diputado Nacional 2019-2021. (Excluido de sus cargos e hinabilitado por corrupción)
- Alfredo Calatraba, senador por el departamento General López durante el período 1991 a 1995.

## Parroquias de la Iglesia católica en Chovet
| Diócesis  | Venado Tuerto        |
| --------- | -------------------- |
| Parroquia | San Antonio de Padua |